# The Tra-la Days Are Over
The Tra-la Days Are Over, album av Neil Sedaka utgivet 1973 på skivbolaget Polydor. Albumet är producerat av Neil Sedaka.
På albumet medverkar gruppen 10cc som musiker.
Låten "Love Will Keep Us Together" hamnade överst på Billboard-listan i maj 1975 med duon Captain & Tennille.
Albumet gavs inte ut i USA eftersom Sedaka inte hade något skivkontrakt där då.

## Låtlista
Listplacering i England=UK 
1. Little Brother (Neil Sedaka/Phil Cody)
2. Standing On The Inside (Neil Sedaka) (UK #26)
3. Alone In New York In The Rain (Neil Sedaka/Phil Cody)
4. Caribbean Rainbow (Neil Sedaka/Phil Cody)
5. Let Daddy Know (Neil Sedaka/Howard Greenfield)
6. Suspicions (Neil Sedaka/Phil Cody)
7. Love Will Keep Us Together (Neil Sedaka/Howard Greenfield)
8. The Other Side Of Me (Neil Sedaka/Howard Greenfield)
9. Rock And Roll Wedding Day (Neil Sedaka/Phil Cody)
10. For Peace And Love (Neil Sedaka/Phil Cody)
11. Our Last Song Together (Neil Sedaka/Howard Greenfield)  (UK #31)